# Otophidium indefatigabile
Otophidium indefatigabile is een  straalvinnige vissensoort uit de familie van naaldvissen (Ophidiidae). De wetenschappelijke naam van de soort is voor het eerst geldig gepubliceerd in 1890 door Jordan & Bollman.
De soort werd aangetroffen in de Galapagoseilanden.
De soort staat op de Rode Lijst van de IUCN als niet bedreigd, beoordelingsjaar 2007.